# Libatie

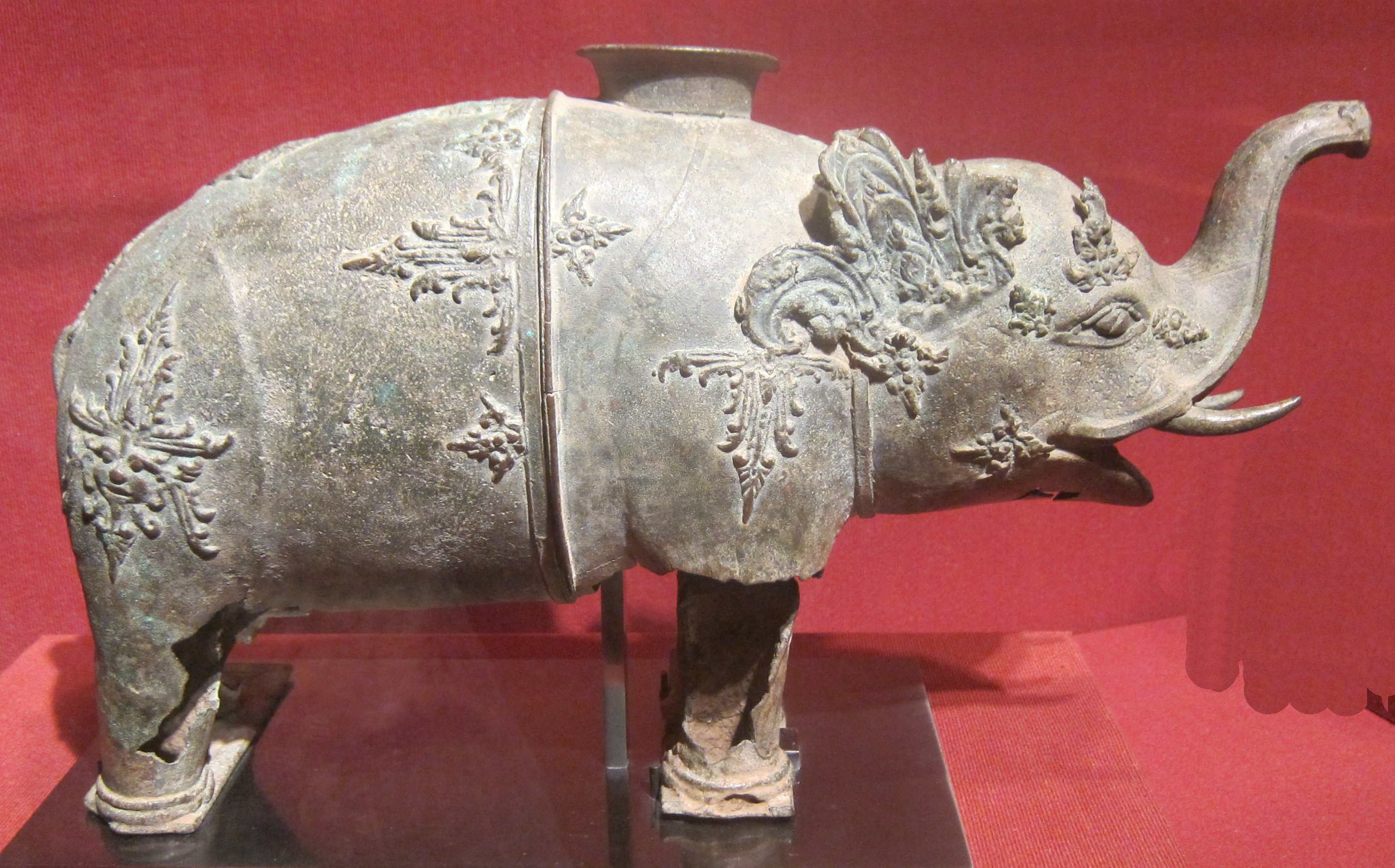
Bronzen vat voor plengoffer, 12e tot 13e eeuw, Sumatra

Libatie (Oudgrieks: σπονδαί / spondaí, Latijn: libatio), ook wel drankoffer of plengoffer genoemd, is een ritueel waarbij als offer een vloeistof uitgegoten wordt voor een god, geest of ter herinnering van een overledene. Het was gebruikelijk in vele religies in de oudheid, en is nog steeds in gebruik in vele hedendaagse culturen.
Verschillende vloeistoffen werden gebruikt voor plengoffers, over het algemeen wijn, mede of honing of olijfolie. De kopjes of schalen waaruit geplengd (de vloeistof gegoten) wordt, hebben vaak een zeer specifieke vorm die afwijkt van die van kopjes of schalen voor het seculiere gebruik. Een plengoffer kan over een religieus object of in de aarde gegoten worden.

## In het oude Egypte

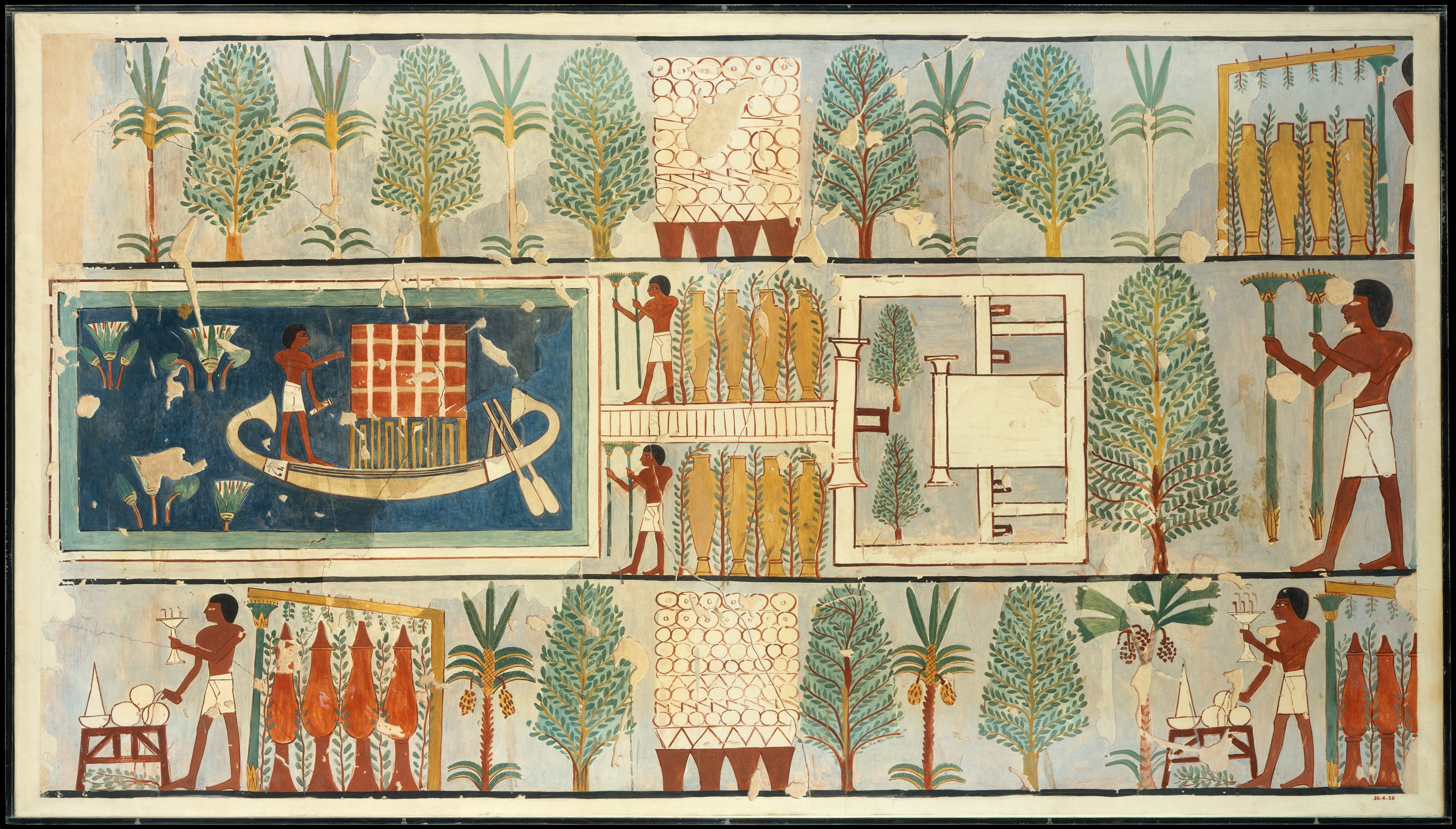
Begrafenisritueel met libatie in een tuin (circa 1479 –1425 v.Chr.). Tombe van Minnakht (of Nakhtmin). Metropolitan Museum of Art

Libatie maakte deel uit van de oude Egyptische samenleving waar het een drankoffer was om de verschillende godheden, heilige voorouders, (fysiek) aanwezige en niet-aanwezige mensen, evenals het milieu te eren en gunstig te stemmen. Aangenomen wordt dat plengoffer in het noordelijk gedeelte van de vallei van de Nijl is ontstaan en verspreid naar andere regio's van Afrika en de wereld. Volgens Ayi Kwei Armah, "deze legende verklaart de opkomst van een verzoenend gebruik dat overal op het Afrikaanse continent te vinden is: plengoffer, het schenken van alcohol of andere dranken als offergaven aan voorouders en godheden."

## In het nabije oosten
Plengoffers waren algemeen in de oude culturen van het nabije oosten. Kruiken in de vorm van een dier werden gebruikt in de erediensten. Deze kruiken (bibru in het Hettitisch) hadden een tuit op de rug, waaruit tijdens ceremonies werd gedronken, waarschijnlijk met behulp van een drinkpijp. Deze bibri waren ook in gebruik bij de Assyriërs. Typisch bij de Hettieten was aardewerk met een tuit in de vorm van een roofvogelsnavel, gebruikt voor plengoffers. Van de Hettieten zijn ook grote, versierde vazen bekend waarin een plengoffer werd opgevangen (zoals de İnandıkvaas).

## In het oude Griekenland

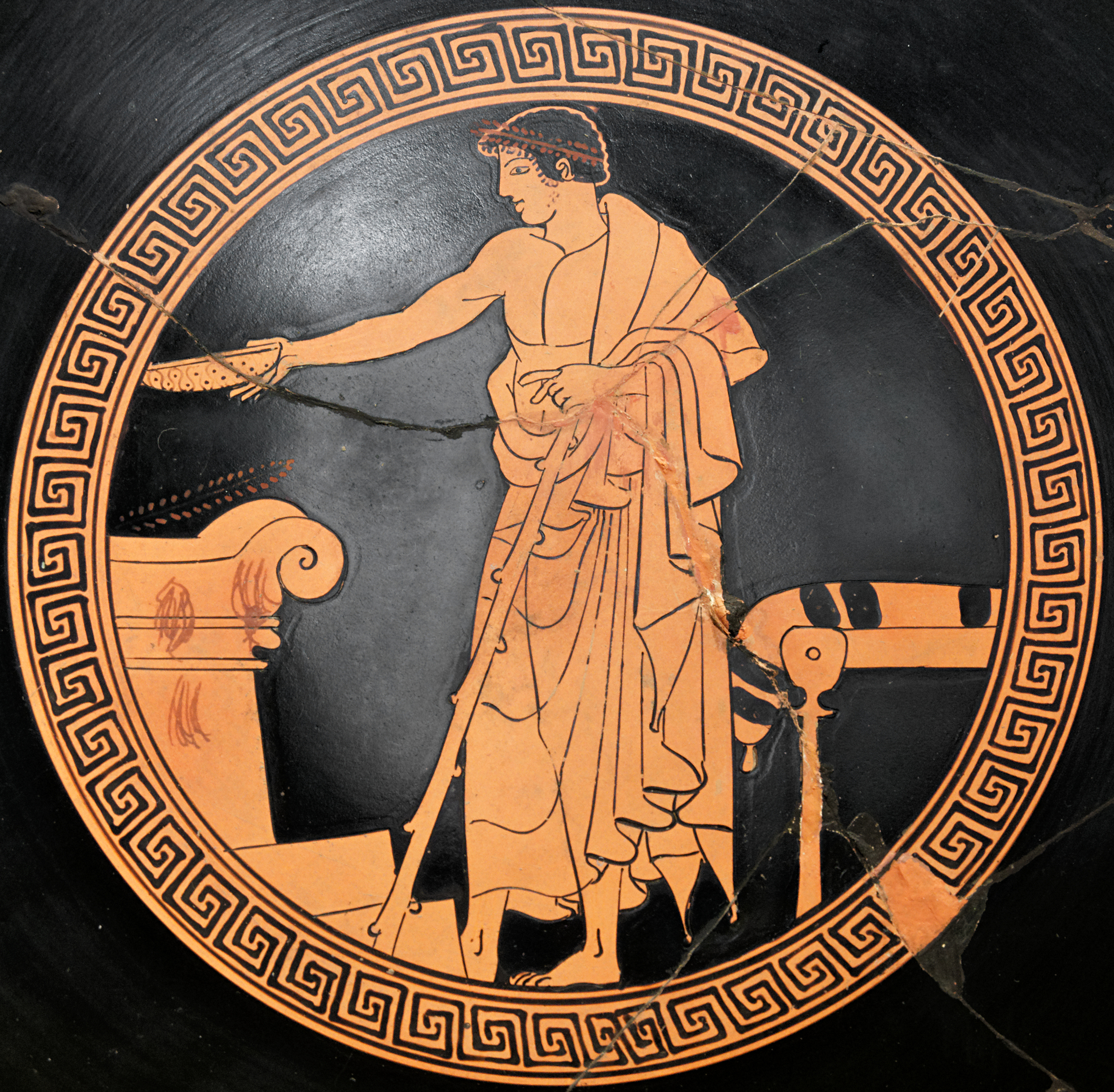
Een jongeman brengt een plengoffer op een altaar (Attische roodfigurige vaasschildering, ca. 480 v.Chr.).

De libaties vormden een andere, zeer belangrijke, klasse van niet-bloederige offers. Men duidt ze, over het algemeen aan met het woord σπονδαί / spondaí (enk.: σπονδή / spondê). Wanneer men zich richtte tot de doden, noemde men hen χοαί / choaí; deze naam werd naast λοβαί / lobaí ook gebruikt om drankoffers voor chtonische goden aan te duiden. Bijna alle soorten offers gingen gepaard met plengoffers. Zij vormden soms alleen het hele offergebeuren. Evenals de vrome mens aan de godheid een deel van de dieren die hij voor zijn levensonderhoud doodde offerde, plengde hij op dezelfde wijze te zijner ere enkele druppels van dat waar hij van dronk. De symposia werden begonnen met een drankoffer ter ere van de Ἀγαθὸς δαίμων / Agathòs daímôn of Hygieia, en elke van de kraters die werd geleegd door de disgenoten werd aan een godheid, ofwel aan een heros, die er de eerste slok van ontvingen. Het waren meestal een afzonderlijke libitaties die een plechtig karakter verlenen aan de eden: vandaar de uitdrukking σπονδὰς ποιεῖσθαι / spondàs poieĩsthai (of zelfs σπονδὰς τέμνειν / spondàs témnein) om « een verdrag sluiten, vrede sluiten ».

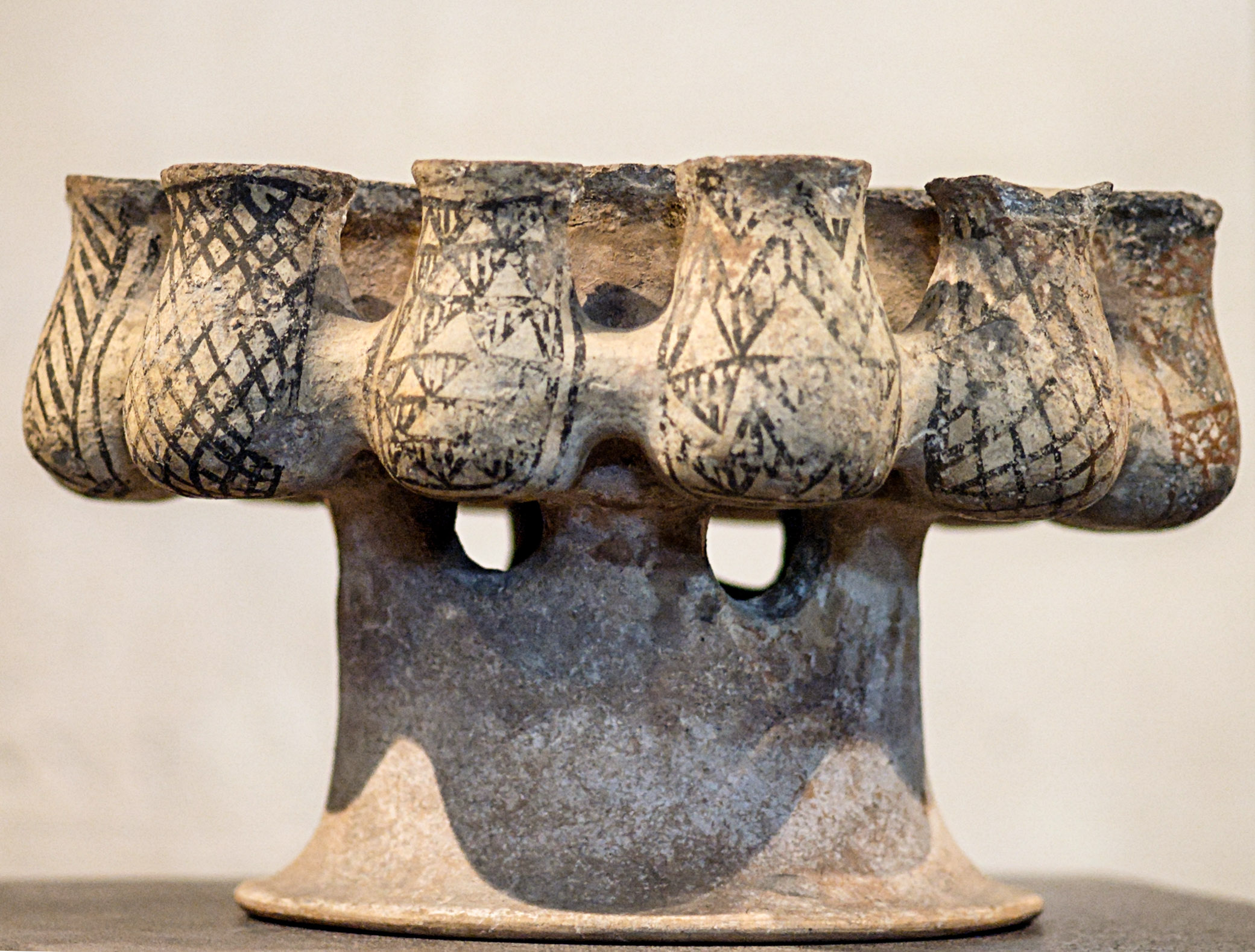
Keramische kernos uit Phylakopi op het Griekse eiland Milos.

Bij de dodencultus zouden plengoffers de, in de klassieke periode, gebruikelijke offers van offerdieren vervangen: men voegde er van tijd tot tijd taarten of fruit aan toen, maar deze zelf waren eerder zeldzaam. Andere voorbeelden van afzonderlijke drankoffers vinden we in groten getale in de teksten en de inscripties terug. Het volstaat te wijzen op de plengoffers die Oidipous aan de Eumeniden bracht in Oidipous te Kolonos; de drankoffers bij de plechtige gebeden wanneer de Attische vloot het anker lichtte om uit te varen naar Sicilië; de plengoffers aan Pan, Priapus, nimfen en andere landelijke godheden, waarvan vaak sprake is bij de bucolische dichters en in de epigrammen van de Anthologia, enzovoorts. De meest gebruikte drank voor plengoffers was wijn; en met water vermengde wijn, zoals de Grieken hem plachten te drinken. Soms was het echter verplicht onversneden wijn te gebruiken voor drankoffers, σπονδαί ἄκρατοι / spondaí ákratoi genoemd; dit was onder andere het geval voor het plengoffer dat aan tafel werd gebracht ter ere van de Ἀγαθὸς δαίμων / Agathòs daímôn en die bij een plechtige eed. Men placht ook onversnede wijn te plengen voor de doden, maar niet op een regelmatige basis. Oftewel was de wijn soms integendeel zelfs verboden. In Oidipous te Kolonos, vraagt Oidipous waarmee hij de drie kraters die hij wenste te offeren aan de Eumeniden moest vullen; en het koor antwoordde hem hierop: ὕδατος, μελίσσης, μηδὲ προσφέρειν μέθυ / húdatos, melíssês, mêdè prosphérein méthu (« met water, met honing, maar geen wijn offeren »). We hebben hier te doen met plengoffers die men σπονδαί ἄοινοι / spondaí áoinoi, σπονδαί νηφάλιοι / spondaí nêphálioi of νηφάλια / nêphália noemt. In zijn Pneumatica, beschrijft Heron van Alexandrië een mechanisme dat het altaarvuur gebruikte om olie uit de kommen van twee beelden te laten stromen.

## In het oude Rome
De woorden libare, libamina of libationes sloegen in het Latijn op alle niet-bloederige offers die men plengde of waarvan men een deel plengde in de vlam die op het altaar, ofwel een huisaltaar ofwel een altaar in een geheiligd heiligdom, was aangestoken. Na te hebben herinnerd aan de legende, volgens dewelke Liber Pater als eerste, bij zijn terugkeer uit India, een eerstelingen van zijn buit had afgestaan voor Jupiter, hem cinname, wierook en de gebraden ingewanden van een stier zou hebben geofferd, voegde Ovidius hieraan toe:

nomine ab auctoris ducunt libamina nomen

libaque, quod sacris pars datur inde focis.

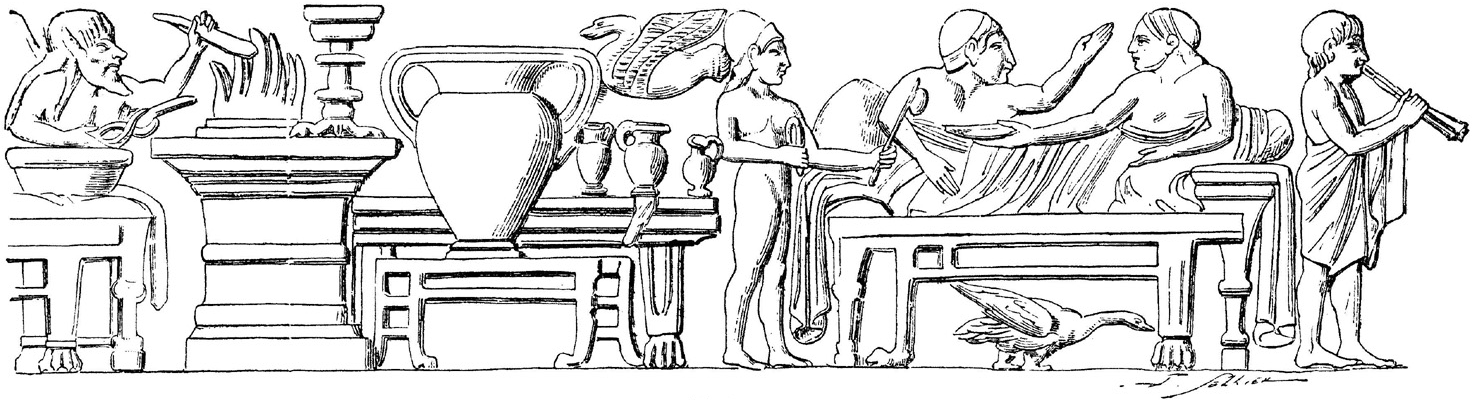
Een libatio bij een maaltijd (Etruskisch bas-reliëf uit Chiusi).

De offers, die libamina en liba werden genoemd, waren zeer verscheiden: het konden vloeistoffen zijn die dagelijks werden gebruikt, zoals wijn, vinum; meer in het bijzonder de pure onvermengede wijn, merum; en melk, lac; welriekende kruiden en planten, rozemarijn, laurier, kruiden van de Juniperus Sabina, dennentakjes; parfums van oosterse origine, wierook, mirre, krokus en costum; diverse landbouwproducten, beschouwd als eerstelingen van de vruchten van de aarde, far, farra, fruges, baccae, spicae; honing, soms in honingraten, mel, favi; gebruikelijke voedingsmiddelen, dapes; zout, sal; tot slot bepaalde taarten die speciaal voor religieuze plechtigheden volgens rituele voorschriften werden bereid, de mola salsa en de liba.

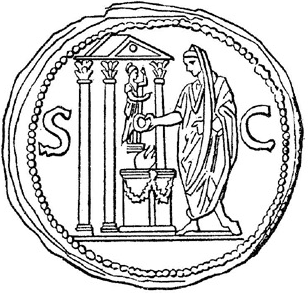
Afzonderlijke gebrachte libatio.

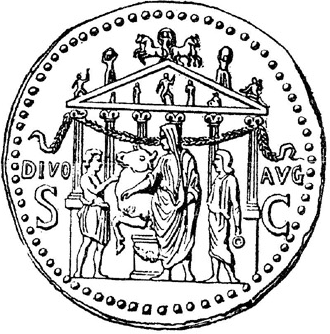
Tegelijkertijd met het doden van het offerdier gebrachte libatio.

Deze verschillende libationes maakten zowel deel uit van de private cultus als van de riten die in de publieke heiligdommen werden gevierd. Het was bij de maaltijd, aan het begin of tussen de eerste en de tweede schotel in, dat men in elk huis libationes hield, waarbij men een deel van het voedsel naar de huiselijke haard droeg en het daar in het vuur gooide. Men ziet op een Etruskisch bas-reliëf uit Chiusi (zie afbeelding) de disgenoot, die het dichtst bij het altaar was gelegen, een plengoffer brengt bij het banket dat volgde op een offerplechtigheid. In de heilgidommen en tempels, werden de libationes ofwel afzonderlijk gebracht (zie afbeelding), ofwel gelijktijdig met het slachten van het offerdier (zie afbeelding). Verschillende antieke auters bevestigen dat in het begin enkel libationes - d.i. niet-bloederige offers - werden gebracht in de Romeinse cultus; deze bewering werd door moderne geleerden terecht in twijfel getrokken; men heeft, voor de alleroudste Romeinse godsdienst, zekere aanwijzingen voor bloederige offers.

## In het jodendom
Daar, op die plaats, zette Jakob een steen rechtop, en hij wijdde hem door er een wijnoffer op te brengen en er olie over uit te gieten.

Dierenoffers gingen over het algemeen gepaard met bloedeloze offergaven en in vele gevallen ook met een libatie van wijn of een drankoffer. De korenaren gebruikt voor het offer van de eerstelingen moesten van de vroegere en dus betere soort te zijn, waarbij de graankorrels werden gemalen of geplet. Het meel was gewoonlijk van de fijnste kwaliteit en van de meest uitgelezen graansoort, tarwe. Het offer van de vrouw die werd verdacht van overspel was van gewoon gerstemeel. Men gebruikte hiervoor ten minste één tiende deel van een ephah of een omer-meel. Het werd met water gemengd en in de meeste gevallen ongedesemd gelaten. het werd dan tot deeg gekneed en men bakte er vervolgens broden of dunne cakes van. De olie moest pure witte olijfolie van de in een vijzel uitgeperste of geplette onrijpe bessen. Het werd gewoonlijk over het offer gegoten of ermee vermengd of het werd over de dunne cakes geborsteld. Soms, echter, werd het offer in olie geweekt. De wierook was wit en puur. De wijn is niet beschreven of gekwalificeerd in de joodse Wet. "Shekar" is nog een vloeistof die als een libatie wordt vermeld. Het moet een bedwelmen gefermenteerde vloeistof zijn geweest en werd verboden aan priesters tijdens de dienst en aan Nazariten. Zout werd voor zowel bloedige als niet-bloedige offers gebruikt. Het gebruik ervan wordt niet verder omschreven. Zuurdesem en honing werd over het algemeen niet gebruikt, maar het eerste werd voor het eerste nieuwe brood offer op Pentecost (Pinksteren) en voor het brood en de cakes bij ieder lofoffer gebruikt, terwijl het laatste werd gebruikt bij het eerstelingenoffer.

## In deChinese cultuur
In het taoïsme en voorouderverering is het plengoffer een belangrijk deel van het offerritueel. Dit vindt plaats bij offeren in de Chinese tempel en bij een Chinees huwelijk waarbij het geplengde bedoeld is voor de overleden voorouders van de echtgenoot.
Het plengoffer bestaat uit het gieten van drie kleine kopjes drank op de grond. Deze kopjes zijn speciaal bedoeld voor plengofferen en niets anders.

## In het Shintoïsme
In het Shintoïsme wordt het plengoffer en de geplengde drank Miki (神酒) genoemd, letterlijk « Drank van de Goden ». Bij een ceremonie aan een Shinto-schrijn wordt meestal sake gebruikt, maar in de huisschrijn wordt het vaak vervangen door vers water dat elke morgen wordt vervangen. Het wordt aangeboden in een witporseleinen of metalen kop zonder enige versiering.

## In de Quechua- en Aymaraculturen
In de Quechua- en Aymaraculturen uit het Andesgebergte is het normaal om een kleine hoeveelheid van je drankje op de grond te gieten voor het zelf te nuttigen, als offer aan Mama Pacha of Moeder Aarde. Dit is vooral belangrijk als men chicha drinkt, een alcoholische drank die alleen in dit gebied voorkomt. Het plengofferritueel wordt challa genoemd, en wordt vrij vaak uitgevoerd, meestal voor maaltijden, tijdens feesten en de dodenherdenking van Allerzielen.

## In de hiphopcultuur
In de hiphopcultuur nemen libaties de vorm aan van een klein beetje malt liquor of een andere alcoholische drank op de grond uit te gieten. Dit kan worden gedaan voor kameraden die zijn gedood (« dead homies ») of in de gevangenis zitten, of simpelweg ter ere van een nieuwe onderneming. Vandaar ook de beroemde uitspraken: "One for me, and one for my fallen homies." Tijdens het uitroepen van deze citaten wordt er dus liquor over de vloer uitgegoten.